# Stefan Schäfer
Stefan Schäfer est un coureur cycliste allemand né le 6 janvier 1986 à Cottbus.

## Palmarès sur route

### Par années
- 2003
  - Sint-Martinusprijs Kontich
  - 3e du championnat d'Allemagne du contre-la-montre juniors
  - 3e du championnat d'Allemagne sur route juniors
- 2004
  - 1re étape du Sint-Martinusprijs Kontich (contre-la-montre)
  - 2e du championnat d'Allemagne sur route juniors
  - 3e du championnat d'Allemagne du contre-la-montre juniors
  - 3e du Sint-Martinusprijs Kontich
  -  Médaillé de bronze du championnat du monde du contre-la-montre juniors
- 2005
  - 2e de l'Erzgebirgsrundfahrt
  - 3e du championnat d'Allemagne du contre-la-montre espoirs
- 2007
  - 3e du championnat d'Allemagne du contre-la-montre espoirs
- 2008
  - 1re étape du Tour de Thuringe
  - 2e du championnat d'Allemagne du contre-la-montre espoirs
- 2009
  - Mémorial Henryka Lasaka
  -  Médaillé d'argent au championnat du monde du contre-la-montre militaires
  - 2e du Tour de Slovaquie
- 2010
  - 2e étape du Tour de Serbie
  - 5e étape du Tour de Bulgarie
  - 2e de Prague-Karlovy Vary-Prague
  - 3e de la Course de Solidarność et des champions olympiques
- 2011
  - 4e étape du Cinturón a Mallorca
  - Tour de Grèce :
    - Classement général
    - 3e et 4e étapes
- 2012
  - Tour de Sebnitz
- 2013
  - 3e de la Course de Solidarność et des champions olympiques
- 2014
  - 3e étape de l'Istrian Spring Trophy
  - 3e de Banja Luka-Belgrade II
- 2019
  - 2e étape du Tour of America's Dairyland

### Classements mondiaux
| Année           | 2006   | 2007 | 2008 | 2009 | 2010 | 2011 | 2012 | 2013 | 2014 |
| --------------- | ------ | ---- | ---- | ---- | ---- | ---- | ---- | ---- | ---- |
| UCI Europe Tour | 1 162e |      | 710e | 156e | 150e | 203e | 841e | 435e | 254e |

## Palmarès sur piste

### Championnats du monde
- Melbourne 2012
  - 9e de la poursuite par équipes
  - 16e de la poursuite individuelle

### Championnats d'Europe
- 2014
  -  Médaillé d'argent du demi-fond
- 2016
  -  Champion d'Europe de demi-fond
- Berlin 2017
  -  Médaillé de bronze du demi-fond

### Championnats nationaux
- 2009
  -  Champion d'Allemagne de poursuite par équipes (avec Robert Bartko, Johannes Kahra et Roger Kluge)
- 2010
  -  Champion d'Allemagne de poursuite par équipes (avec Robert Bartko, Henning Bommel et Johannes Kahra)
- 2011
  -  Champion d'Allemagne de poursuite par équipes (avec Henning Bommel, Nikias Arndt et Franz Schiewer)
- 2013
  -  Champion d'Allemagne de poursuite
  -  Champion d'Allemagne de poursuite par équipes (avec Roger Kluge, Felix Donatht et Franz Schiewer)
- 2014
  -  Champion d'Allemagne de poursuite
  -  Champion d'Allemagne du demi-fond
- 2015
  -  Champion d'Allemagne de l'américaine (avec Christian Grasmann)
  -  Champion d'Allemagne du demi-fond
- 2016
  -  Champion d'Allemagne du demi-fond
- 2017
  -  Champion d'Allemagne du demi-fond